# Pinus pinceana
Espèce
Statut de conservation UICN

 LC  : Préoccupation mineure
Répartition géographique
Pinus pinceana est une espèce de conifère de la famille des Pinaceae. Elle est endémique du Mexique. Elle est menacée par la destruction de son habitat [réf. souhaitée].